# 沾化冬枣

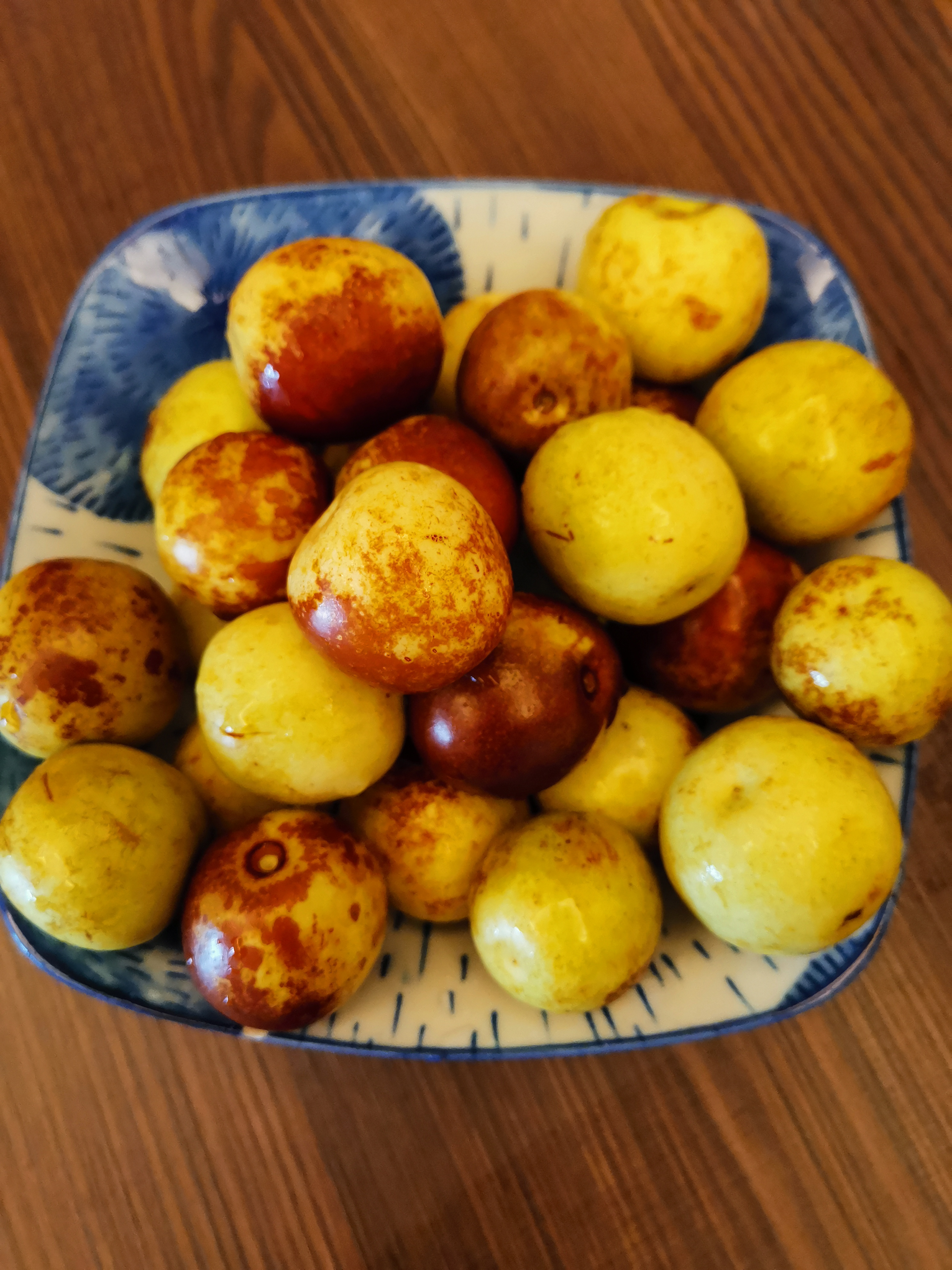
山东沾化冬枣

沾化冬枣，是一种冬枣品种，原产于中华人民共和国山东省滨州市沾化区。

## 沿革
1984年，沾化县林业资源普查中，沾化县林业局的技术员黎富传等人在下洼镇农户的庭院中发现了冬枣的原生枣树，共有56棵。这种枣成熟时大如苹果，因此被当地农民称为“苹果枣”，外形近似网形或扁圆形，果皮大都呈赭红色，小部乳白色含绿，其皮薄肉脆，细嫩多汁。之后沾化林业局开始进行育苗培养。1989年，沾化通过采集嫁接，组织专业人员到下洼镇接种1050株冬枣，并扩大树种至1833株。1990年开始，中共沾化县委、沾化县人民政府决定在沾化县进行大面积的冬枣种植推广。1994年，当地育苗师于洪长研制出组织培养等高新技术，实现年产脱毒冬枣成苗50万株，彻底解决了冬枣资深的育苗难题。1995年5月，在“全国首届百家特产之乡”评选活动中，沾化被授予“中国冬枣之乡”称号。
1997年，沾化县推广冬枣园使用权拍卖到户，延长承包期30年，将冬枣树继承权转移给种植者。同年组建沾化冬枣实业总公司，为枣农提供一体化生产销售服务。1998年，沾化县将冬枣生产列入官员考核内容，从而极大调动各乡镇进行冬枣生产。2013年，沾化冬枣的总产量达6亿多斤，实现销售收入30多亿元。2007年，当地建造沾化冬枣生态旅游区，为国家3A级景区，位于冬枣原产地沾化下洼镇。2014年9月9日，滨州市部分行政区划调整，撤销沾化县，设立滨州市沾化区。

## 延伸阅读
- 沾化冬枣志编纂委员会编. . 济南: 山东省地图出版社. 2000.01. ISBN 7-80532-375-5.